# Pehr Axel Fröst
Pehr Axel Fröst, född 5 augusti 1802 i Indals socken, död 9 april 1853, var en svensk präst och musiker. Han var far till Richard Fröst.

## Biografi
Fröst blev student vid Uppsala universitet 1822 och avlade först dimissionsexamen och lät sedan prästviga sig 1825, varefter han tog  filosofie kandidatexamen och promoverades till magister 1827. Under sin vistelse i Uppsala väckte hans sångröst uppmärksamhet, och han tog även sånglektioner hos Johann Christian Friedrich Haeffner. 
Frösts sångröst och hans tilltalande yttre samt skicklighet som predikant ledde till en snabb befordran, och sedan han 1828 blivit anställd som pastorsadjunkt i Jakobs och Johannes församling, antogs han 1829 som vice notarie i hovkonsistorium, och utnämndes 1831 till extraordinarie hovpredikant. Han anlitades ofta i sakkunnighetsfrågor av Kungliga Musikaliska Akademien. Den 1 december 1830 invaldes han som ledamot nummer 263 i Musikaliska Akademien.
Efter att ha blivit teologie adjunkt vid krigsakademin på Karlberg och komminister i Solna 1831 befordrades han 1832 till regementspastor vid Södermanlands regemente och blev teologie lektor och slottspastor på Karlberg 1833. Med den befattningen var även tjänsten som kyrkoherde i Solna förenad.
Fröst förflyttades 1839 som kyrkoherde till Arboga stadsförsamling, Arboga landsförsamling och Säterbo, där han utnämndes till kontraktsprost 1841. År 1843 kallades han till 4:e provpredikant i Jakobs och Johannes församlingar, erhöll vid valet de flesta rösterna och utnämndes till kyrkoherde. Fröst använde sin musikaliska begåvning inte enbart i samband med privata soaréer utan även vid offentliga välgörenhetskonserter.